# Гансхорен
Гансхорен (нидерл. Ganshoren, фр. Ganshoren) — одна из 19 коммун, составляющих Брюссельский столичный округ Королевства Бельгия. Официально признаны французский язык, на котором говорит до 80 % населения, и нидерландский языки. Расположен на северо-западе Брюсселя. Общая площадь составляет 2,46 км².
В октябре 2018 года в Гансхорене избрали первого в истории Бельгии темнокожего мэра — 71-летнего Пьера Компани, отца известного футболиста Венсана Компани, прибывшего в страну в 1975 году из Заира (ныне — Демократическая Республика Конго) как беженца.

## Динамика населения
- 2006 — 20 970
- 2008 — 21 743 (14,35 % жителей — иностранцы)
- 2020 — 25 234